# Anatólia Zvéreva
Anatólia Zvéreva (en rus: Анатолия Зверева) és un poble (un possiólok) de l'óblast d'Astracan, a Rússia, segons el cens del 2013 tenia 532 habitants.